# The Diver
Pour plus de détails, voir Fiche technique et Distribution.
The Diver est un film documentaire américain réalkisé par Sidney Olcott, sorti en 1911. 
Le film montre le travail des scaphandriers sur la rivière Saint-John à Jacksonville en Floride

## Fiche technique
- Titre original : The Diver
- Réalisation : Sidney Olcott
- Photographie : George Hollister
- Société de production : Kalem Company
- Pays de production :  États-Unis
- Lieu de tournage : Jacksonville (Floride)
- Métrage : 170 mètres
- Format : Noir et blanc — 35 mm — 1,33:1 — Muet
- Genre : Film documentaire
- Durée : 5 minutes 40
- Dates de sortie :
  - États-Unis : 15 mars 1911 (New York)
  - Royaume-Uni : 8 juin 1911 (Londres)

## À noter
- Le film est tourné à Jacksonville en Floride.
- Une copie est conservée au Museum of Modern Art à New York